# 억만장자

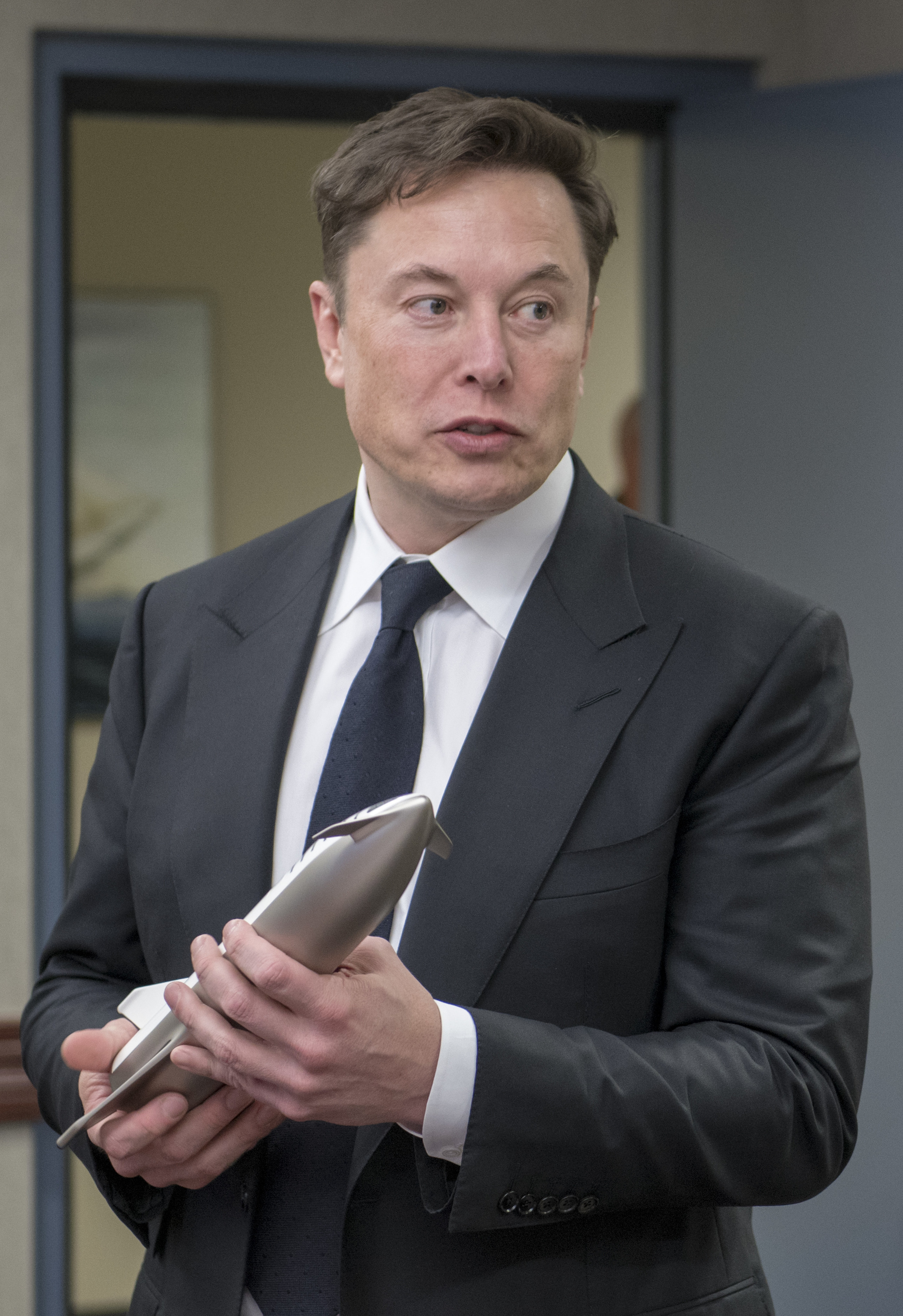
스페이스X와 테슬라의 CEO인 일론 머스크는 2022년 포브스지의 '세계 부자 순위'에서 가장 부유한 개인으로 기록되었다.

억만장자(億萬長者, billionaire)는 순자산이 십억 달러(한화 약 1조 4000억원)를 초과하는 사람을 가리킨다. 백만장자라는 말과 같이, 가지고 있는 재산의 양을 들어 부자임을 나타내는 용어이다.
포브스 지에 의하면 전 세계적으로 억만장자는 2010년 기준으로 1011명이 있다. 2013년 3월 4일 발표된 포브스 지의 집계에 따르면 2013년 세계 억만장자는 전년 대비 210명이 증가한 1426명으로 집계돼 사상 최고치를 기록했다. 지역별로는 미국이 442명으로 가장 많았다. 아시아·태평양 지역은 386명, 유럽은 366명으로 집계됐다.

## 같이 보기
- 포브스 400
- 재단
- 백만장자
- 세계 부자 순위